# Teodosi (fill de Maurici)
Teodosi, en grec medieval Θεοδόσιος, en llatí Theodosius, nascut el 4 d'agost del 583 o del 585 i mort després del 27 de novembre del 602, va ser el fill gran de l'emperador romà d'Orient Maurici, que va regnar del 582 al 602. Va ser coemperador del 590 fins a la seva deposició i execució durant la revolta militar de novembre del 602. Juntament amb el seu sogre, Germà, va ser proposat breument com a successor de Maurici per les seves tropes, però l'exèrcit va acabar donant suport al militar Flavi Focas, que es va proclamar emperador.
Enviat pel seu pare en una missió fallida per intentar obtenir ajuda de l'Imperi Sassànida, Teodosi va ser capturat i executat pels aliats de Focas pocs dies després de la mort de Maurici. Van sorgir rumors que havia sobreviscut a l'execució que es van estendre quan un home que pretenia ser Teodosi va ser acollit pels perses, que el van utilitzar com a pretext per iniciar una guerra contra l'Imperi Romà d'Orient.

## Biografia
Teodosi va ser el primer fill de Maurici i la seva esposa, l'augusta Constantina. Va néixer el 4 d'agost del 583 (segons l'historiador contemporani Joan d'Efes i altres cronistes) o el 585 (segons les històries més tardanes de Teòfanes el Confessor i Jordi Cedrè). Era el primer fill que li havia nascut a un emperador regnant des del naixement de Teodosi II el Jove el 392, i per això va ser batejat amb el nom de l'antic governant. L'enviat papal o Apocrisiari a Constantinoble, el futur papa Gregori el Gran, va ser el seu padrí. L'estudiós Evagri d'Epifania va compondre una obra celebrant el naixement de Teodosi, i Maurici el va recompensar amb el càrrec de cònsol.
Uns anys després del seu naixement, probablement el 587, Teodosi va ser elevat al rang de César i es va convertir així en l'hereu del seu pare. El 26 de març del 590 va ser proclamat públicament coemperador.
Al novembre del 601 o a principis de febrer del 602, Maurici va casar Teodosi amb la filla del patrici Germà, un dels principals membres del senat de l'imperi. L'historiador Teofilacte Simocata, el principal cronista del regnat de Maurici, registra també que, el 2 de febrer del 602, Germà va salvar Teodosi durant els aldarulls provocats per la falta d'aliments a Constantinoble. Aquell mateix any, durant la revolta dels exèrcits del Danubi a la tardor, Teodosi i el seu sogre eren de caça fora de Constantinoble i van rebre una carta de les tropes amotinades demanant la dimissió de Maurici, la reparació dels seus greuges i oferint la corona a qualsevol dels dos.
Maurici va rebutjar les exigències de l'exèrcit, però va sospitar que Germà estava involucrat en la revolta. Teodosi va informar ràpidament al seu sogre i li aconsellà d'amagar-se. El 21 de novembre, Germà va fugir, primer es va amagar en una petita església i després a Santa Sofia, buscant refugi sagrat contra els emissaris de l'emperador. L'endemà, Maurici, la seva família i els companys més propers van fugir de la capital davant l'avanç de l'exèrcit rebel dirigit per Focas i van travessar l'estret del Bòsfor fins a Calcedònia. Des d'allà, Teodosi va ser enviat, juntament amb el pretorià Constantí Lardis, a demanar ajuda al rei sassànida Còsroes II (r. 590-628). Però Maurici el va fer tornar, i pel camí, Teodosi va caure en mans de Focas i va ser executat a Calcedònia. El seu pare i els seus germans havien estat executats uns dies abans, el 27 de novembre.